# Ida Moberg
Pour les articles homonymes, voir Moberg.
Ida Georgina Moberg, née le 13 février 1859 et morte le 2 août 1947, est une compositrice et chef d'orchestre finlandaise.  

## Biographie
Née à Helsinki, Moberg prend des leçons de piano et de chant pendant son enfance. 
Elle étudie la théorie et la composition de 1883 à 1884 au conservatoire de Saint-Pétersbourg. Plus tard, elle étudie le contrepoint avec Richard Faltin et la composition à l'Helsingin orkesterikoulu (École orchestrale de société philharmonique d’Helsinki) avec Richard Faltin et Jean Sibelius. Elle étudie la composition de 1901 à 1905 au Conservatoire de Dresde avec Felix Draeseke et étudie la méthode d'improvisation Dalcroze à Berlin de 1911 à 1912. 
Après ses études, Moberg travaille comme compositrice, chef d'orchestre et professeur à l'Institut de musique d'Helsinki de 1914 à 1916. 

## Œuvres
| Titre                        | Date                 | Instrumentation             |
| ---------------------------- | -------------------- | --------------------------- |
| Symphonie                    | 1905                 | Orchestre (perdu)           |
| Fantaisie Kalevala           | n / a                | Orchestre (perdu)           |
| Vaknen!                      | 1900?                | Chœur d'hommes et orchestre |
| Före Striden                 | n / a                | Chœur et cordes             |
| Lifskamp                     | n / a                | Chœur d'hommes et orchestre |
| Amor Mortis                  | n / a                | Voix et orgue               |
| Soluppgång (Lever de soleil) | créé en février 1908 | Orchestre                   |
| Asiens ljus                  | 1910-1945            | Opéra (inachevé)            |
| Ex Deo nascitur              | n / a                | Voix et orgue (perdu)       |
| Tyrannens natt               | 1909                 | Chœur et cordes             |
| Hiljaisuus                   | n / a                | Orchestre                   |